# بنسهايم
بنزهايم (بالألمانية: Bensheim) هي Gemarkung، مدينة وبلدة ألمانية تقع في ألمانيا في Kreis Bergstraße. يقدر عدد سكانها بـ 39,521 نسمة .

## المدن التوأمة
مدن بوون، أمرشام ‏، موهاج، ريفا دل غاردا، كلودزكو وHostinné هي مدن توأمة لـبنزهايم.

## أعلام
- ويلهلم ويبر
- باتريك فرانشيسكا
- يانيك كولباخر
- كارل ميرز
- نوربرت مولر